# IC 3079
IC 3079 — галактика типу SBa (компактна витягнута галактика) у сузір'ї Діва.
Цей об'єкт міститься в оригінальній редакції індексного каталогу.